# Zygmunt Gloger

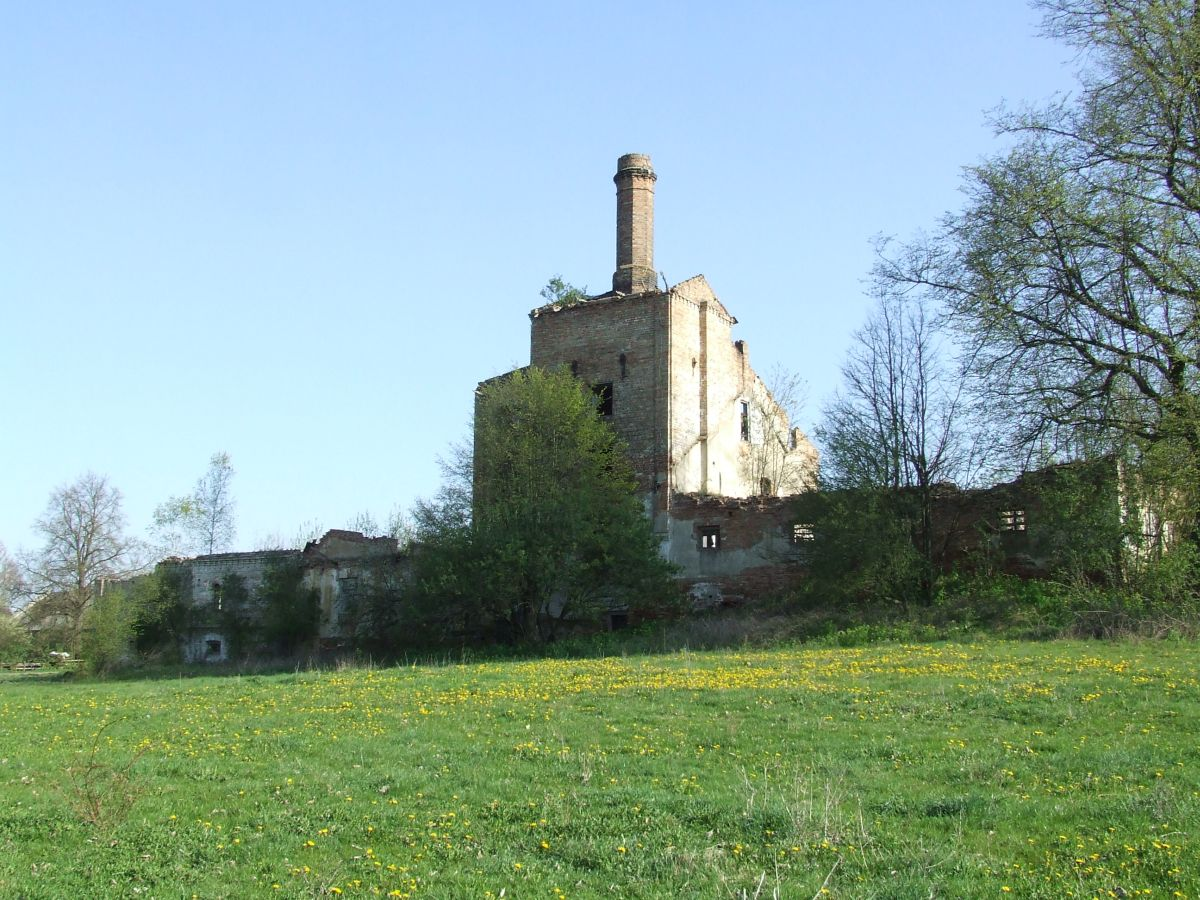
Browar w Jeżewie Starym założony przez Zygmunta Glogera

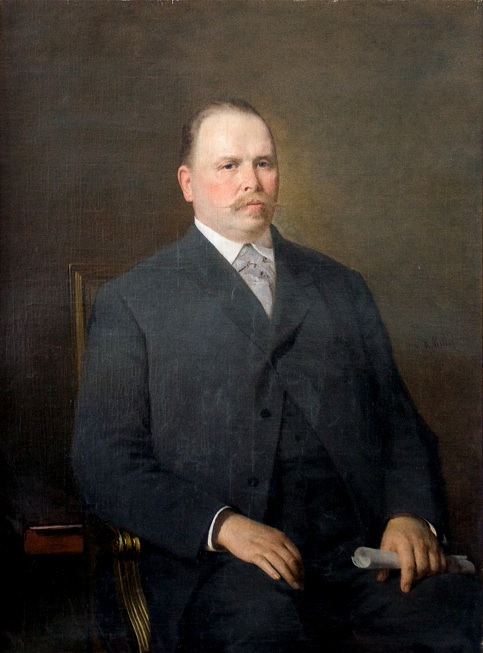
Portret Zygmunta Glogera

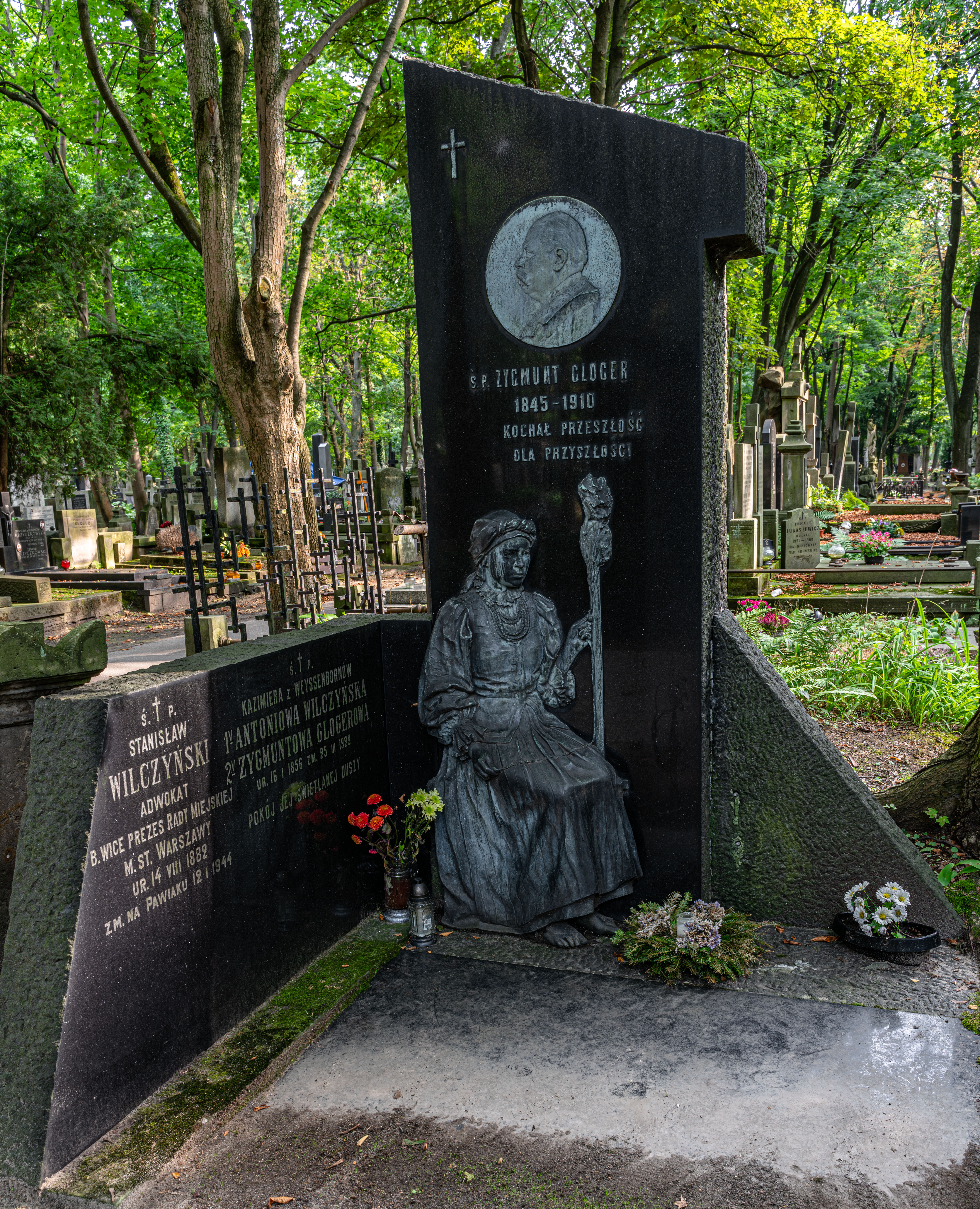
Grób Zygmunta Glogera na cmentarzu Powązkowskim

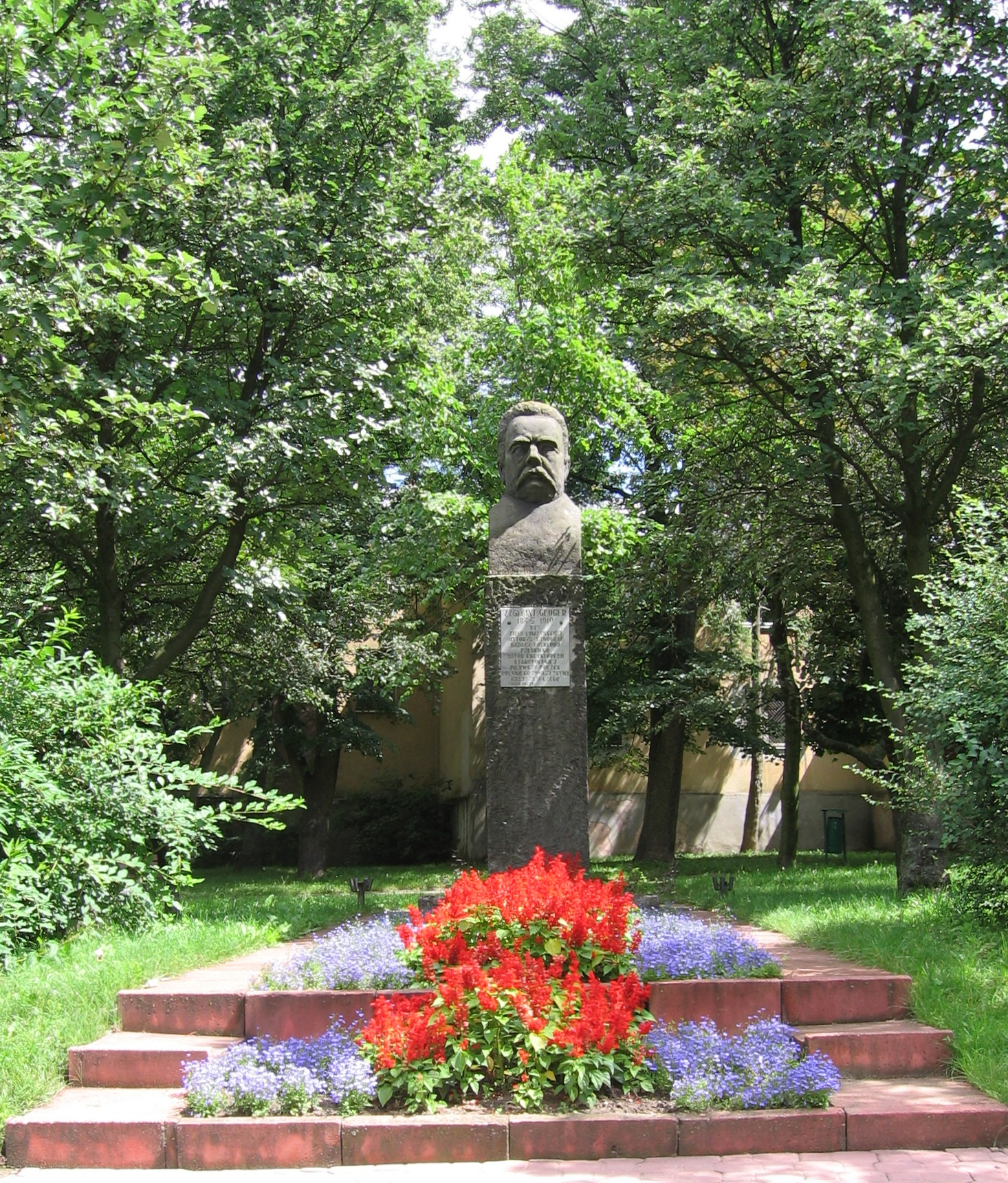
Pomnik w Łomży

Zygmunt Gloger herbu Prus II, ps. „Pruski”, Prus, Ziemianin, Sąsiad, Hreczkosiej (ur. 3 listopada 1845 w Tyborach-Kamiance, zm. 16 sierpnia 1910 w Warszawie) – polski historyk, archeolog, etnograf, folklorysta, krajoznawca.

## Życiorys
Syn Jana i Michaliny z Woynów, w wieku 14 lat zamieszkał w Jeżewie koło Tykocina, w XVIII-wiecznym dworze w nowo nabytym przez jego ojca majątku.
Kształcił się w Warszawie, gdzie w latach 1858–1863 uczęszczał do szkoły Jana Nepomucena Leszczyńskiego, a w 1867 r. ukończył Szkołę Główną. Na jego zainteresowania mieli wpływ Julian Bartoszewicz, historyk, literaturoznawca i encyklopedysta oraz Józef Ignacy Kraszewski, którzy bywali w majątku jego ojca.
W 1868 r. rozpoczął studia na Uniwersytecie Jagiellońskim z zakresu historii i archeologii. Na jego dalszą pracę etnograficzną miał wpływ spotkany w Krakowie Wincenty Pol, a także Oskar Kolberg.
Od 1872 r. zamieszkał w majątku rodzinnym w Jeżewie, gdzie gospodarował na 1500-morgowym gospodarstwie. W 1883 r. ożenił się z Aleksandrą Jelską, córką etnografa i pisarza Aleksandra Jelskiego i bratanicą swego przyjaciela Michała Jelskiego. Mieli syna Stanisława i córkę Janinę.
Pierwsze prace etnograficzne podjął już w 1867 r. Później odbywał wędrówki etnograficzne i archeologiczne po ziemiach Polski i Litwy. Swoje liczne zbiory gromadził w domu rządcy browarnego i murowanym lamusie. Po jego śmierci do 1939 r. mieściło się tu jego muzeum.
Gloger utrzymywał kontakty z wieloma ówczesnymi polskimi uczonymi i humanistami. W Jeżewie gościli m.in. etnograf Jan Aleksander Karłowicz, wspomniany już Julian Bartoszewicz, antropolog i etnograf Józef Tylko-Hryncewicz, folklorysta i przyjaciel z okresu studiów w Krakowie Michał Federowski oraz przyrodnik, pedagog i krajoznawca Wojciech Jastrzębowski. Przyjeżdżali propagatorzy nowoczesnego rolnictwa i sadownictwa: Brunon Dłużewski, Michał Girdwoyń i kolega z lat szkolnych Tymoteusz Łuniewski. Jeżewo odwiedzali także literaci: Henryk Sienkiewicz – kolega Glogera z warszawskiej Szkoły Głównej, Eliza Orzeszkowa czy krewna matki Zygmunta, poetka Narcyza Żmichowska. Bywali tu rysownicy: Michał Elwiro Andriolli – znajomy Glogera z Warszawy i Julian Maszyński – towarzysz jego wypraw krajoznawczych. Z muzyków przyjeżdżali do Jeżewa kompozytorzy Piotr Maszyński i Zygmunt Noskowski, a także wspomniany już skrzypek Michał Jelski.
W 1893 r. Gloger wydzierżawił majątek, zostawiając sobie jedynie dwór z ogrodem i sadem. Pod koniec życia w 1906 zamieszkał w Warszawie, tam też po śmierci pierwszej żony ożenił się powtórnie z Kazimierą z Weissenbornów Wilczyńską. Po śmierci został pochowany na warszawskich Powązkach. 19 października 1911 r. jego zwłoki przeniesiono do nowego grobowca (kwatera 52-2-1/2) z pomnikiem wykonanym przez rzeźbiarza Czesława Makowskiego. Wyryto na nim napis: „Kochał przeszłość dla przyszłości”.
Swoje zbiory zapisał w testamencie Polskiemu Towarzystwu Krajoznawczemu, którego był jednym z założycieli i pierwszym prezesem, Towarzystwu Etnograficznemu, i Towarzystwu Bibliotek Publicznych w Warszawie oraz Muzeum Przemysłu i Rolnictwa.

## Dzieła
Dziełem życia Glogera była Encyklopedia staropolska ilustrowana (1900–1903), która nadal jest cennym przewodnikiem po kulturze staropolskiej. Inne ważniejsze prace: Obchody weselne (1869), Pieśni ludu (1892), Księga rzeczy polskich(1896), Rok polski w życiu, tradycji i pieśni (1900). Dwie publikacje – Pieśni ludu oraz Encyklopedia staropolska ilustrowana ukazały się dzięki sfinansowaniu edycji przez Witolda Zglenickiego uzyskanych za pośrednictwem Kasy Mianowskiego. Śmierć autora przerwała w połowie drugiego tomu encyklopedyczne wydawnictwo Budownictwo drzewne i wyroby z drzewa w dawnej Polsce (1907–1909, litery A–L). Napisał około 800 prac i artykułów.

### Dzieła Zygmunta Glogera dostępne online
- Obrzęd weselny polski z pieśniami i przemowami, Warszawa 1901
- Budownictwo drzewne i wyroby z drzewa w dawnej Polsce, T. 1 i 2, Warszawa 1907-1909
- Dolinami rzek. Opisy podróży wzdłuż Niemna, Wisły, Bugu i Biebrzy, Warszawa 1903
- Geografia historyczna ziem dawnej Polski, Kraków 1903
- Encyklopedia staropolska, T. 1–4, Warszawa 1900–1903
- Księga rzeczy polskich, Lwów 1896
- Słownik rzeczy starożytnych, Kraków 1896
- Sen Ziemianina, Łomża 1910

## Konkurs im. Zygmunta Glogera
Od 1983 r. łomżyńskie Społeczne Stowarzyszenie Prasoznawcze „Stopka” organizuje Konkurs im. Zygmunta Glogera. W konkursie przyznawane są nagroda i medal Zygmunta Glogera za szczególne osiągnięcia w badaniu, ochronie i rozwoju kultury. Wśród laureatów konkursu znalazły się takie osobistości polskiej humanistyki jak prof. Jan Miodek, Julian Krzyżanowski, Anna Kutrzeba-Pojnarowa, Czesław Hernas, Jadwiga Klimaszewska, Roman Reinfuss, Jacek Kolbuszewski, Dorota Simonides, Roch Sulima, Andrzej Strumiłło, Piotr Eberhardt. A także liczne grono pasjonatów i kontynuatorów dzieła Glogera w swoich „małych ojczyznach”. Konkurs glogerowski w ostatnich latach znalazł mocnego sojusznika w Ministerstwie Kultury oraz samorządzie. Kapitule konkursu przewodniczył do 2015 r. prof. Janusz Tazbir, a później – prof. Henryk Samsonowicz.